# Papa-moscas-reluzente
Papa-moscas-reluzente (Myiagra alecto) é uma espécie de ave passeriforme da família Monarchidae, encontrada no norte da Austrália e das ilhas Molucas ao arquipélago de Bismarck (na Indonésia e Papua-Nova Guiné). Foi classificada por Coenraad Jacob Temminck, em 1827. Os seus habitats naturais são as florestas tropicais e subtropicais úmidas de baixa altitude, incluindo florestas de mangal. Possui similaridade de coloração, tanto o macho quanto a fêmea, com o Papa-moscas-negro-das-seicheles.

## Descrição
Este pássaro apresenta grande dimorfismo sexual:

### macho
Macho com penas de um colorido azul metálico escurecido, com bico, pernas e patas de um azul mais claro. Olhos de coloração marrom escurecida.

### fêmea
A fêmea com dorso, asas e cauda de coloração castanha, cabeça enegrecida e região ventral de coloração branca. Bico e área ao redor dos olhos da mesma coloração das do macho.

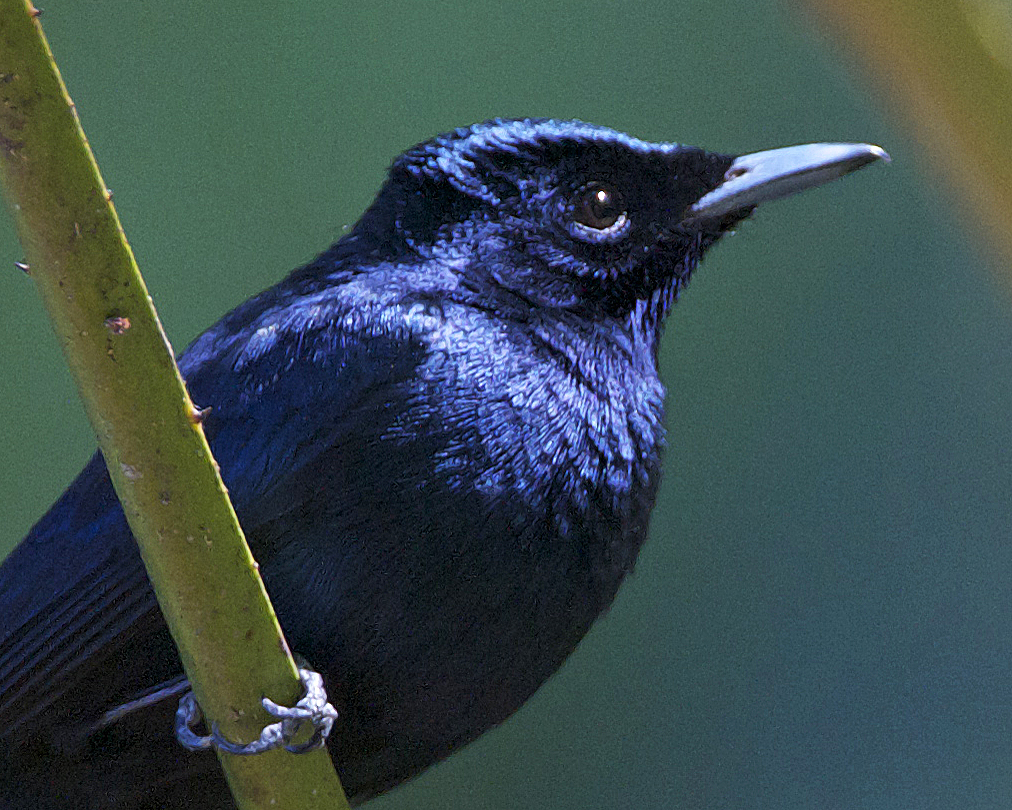
Fotografia da cabeça do macho de Myiagra alecto.
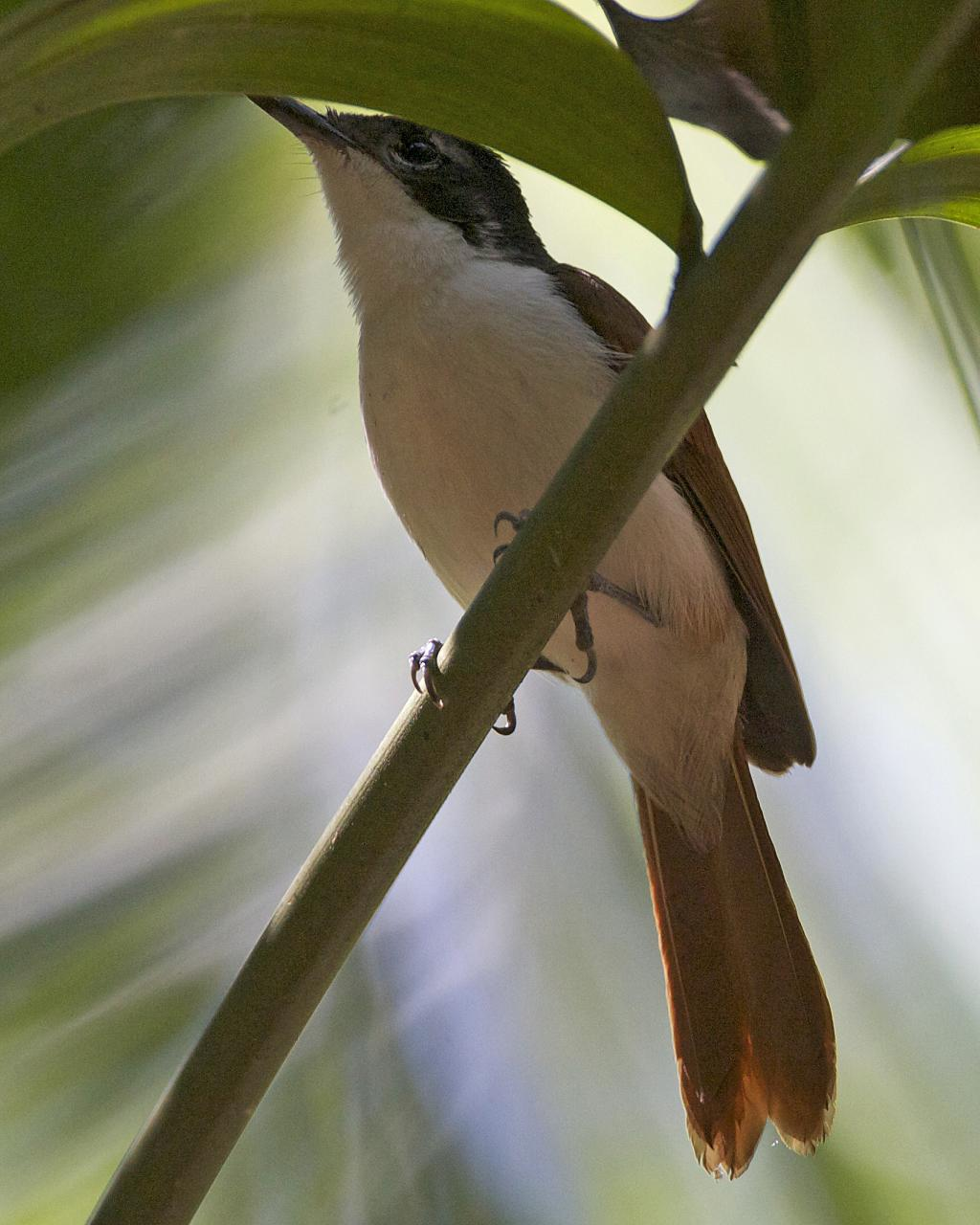
Fotografia da região ventral da fêmea de Myiagra alecto.

## Subespécies
Oito subespécies de Myiagra alecto são reconhecidas:
- M. alecto alecto (Temminck, 1827); encontrada no norte e centro das ilhas Molucas.
- M. alecto longirostris (Mathews, 1928); encontrada nas ilhas Tanimbar.
- M. alecto rufolateralis (Gray, GR, 1858); originalmente descrita como uma espécie separada.[4] Encontrada nas Ilhas Aru (sudoeste da Nova Guiné).
- M. alecto chalybeocephala (Lesson, R & Garnot, 1828); originalmente descrita como uma espécie separada no gênero Muscicapa.[4] Encontrada nas ilhas do oeste de Papua-Nova Guiné e no arquipélago de Bismarck.
- M. alecto lucida Gray, GR, 1858; originalmente descrita como uma espécie separada.[4] Encontrada nas ilhas do leste de Papua-Nova Guiné, nas ilhas d'Entrecasteaux e no arquipélago das Luisíadas.
- M. alecto manumudari (Rothschild & Hartert, 1915); encontrada em Manam (nordeste da Nova Guiné).
- M. alecto melvillensis (Mathews, 1912); encontrada no noroeste e centro-norte da Austrália.
- M. alecto wardelli (Mathews, 1911); encontrada no sul da Nova Guiné, no nordeste e no leste da Austrália.

## Conservação
De acordo com a União Internacional para a Conservação da Natureza (IUCN), esta é uma espécie pouco preocupante, avaliada como de menor importância em seu perigo de extinção (ou em seu estado de conservação), pois tem uma ampla distribuição geográfica que a torna menos suscetível ao impacto humano (extensão da ocorrência com 20.000 quilômetros quadrados, combinados com um tamanho decrescente ou flutuante de extensão ou qualidade de seu habitat, com um pequeno número de localizações dotadas de fragmentação severa). A tendência de sua população parece ser estável e, portanto, a espécie não se aproxima dos limiares para se tornar espécie vulnerável.